# Hurdy-Gurdy
Hurdy-Gurdy (som är det engelska ordet för vevlira) är en svensk musikduo bestående av Hållbus Totte Mattson från Hedningarna och Stefan Brisland-Ferner från Garmarna. Gruppen, som bildades 2001, spelar vevlira på ett mycket okonventionellt sätt, där sampling spelar en central roll. På Hurdy-Gurdys debutalbum Prototyp från 2005 är alla ljud alstrade med vevliror.
Hurdy-Gurdy har också engagerats som kompositörer. Stycket "Scatter" från 2008 är ett beställningsverk för Kronos Quartet. I Scatter samplas ljud från den amerikanska stråkkvartetten och kombineras med stämmor som kvartetten framför live. Scatter uruppfördes i Toronto i juni 2008  och för första gången i Sverige vid Kronoskvartettens konsert i Uppsala i oktober samma år.

## Diskografi
- Prototyp 2005